# ريتشارد س. ساندرز
ريتشارد س. ساندرز (بالإنجليزية: Richard C. Sanders)‏ هو ضابط أمريكي، ولد في 19 أغسطس 1915، وتوفي في 20 سبتمبر 1976.